# گروب جی۱۰۹
گروب جی۱۰۹ (به انگلیسی: Grob_G_109) یک هواگرد ملخ‌پیشین تک‌موتوره از نوع بادپر موتوردار ساخت شرکت Grob Aircraft است. هواگرد گروب جی۱۰۹ نخستین پروازش را در ۱۴ مارس ۱۹۸۰ میلادی انجام داد. در مجموع، تعداد ۴۷۶ فروند از این هواگرد ساخته شده‌است.
طراح این هواگرد، Burkhart Grob بود.